# Christian Friedrich Wehner

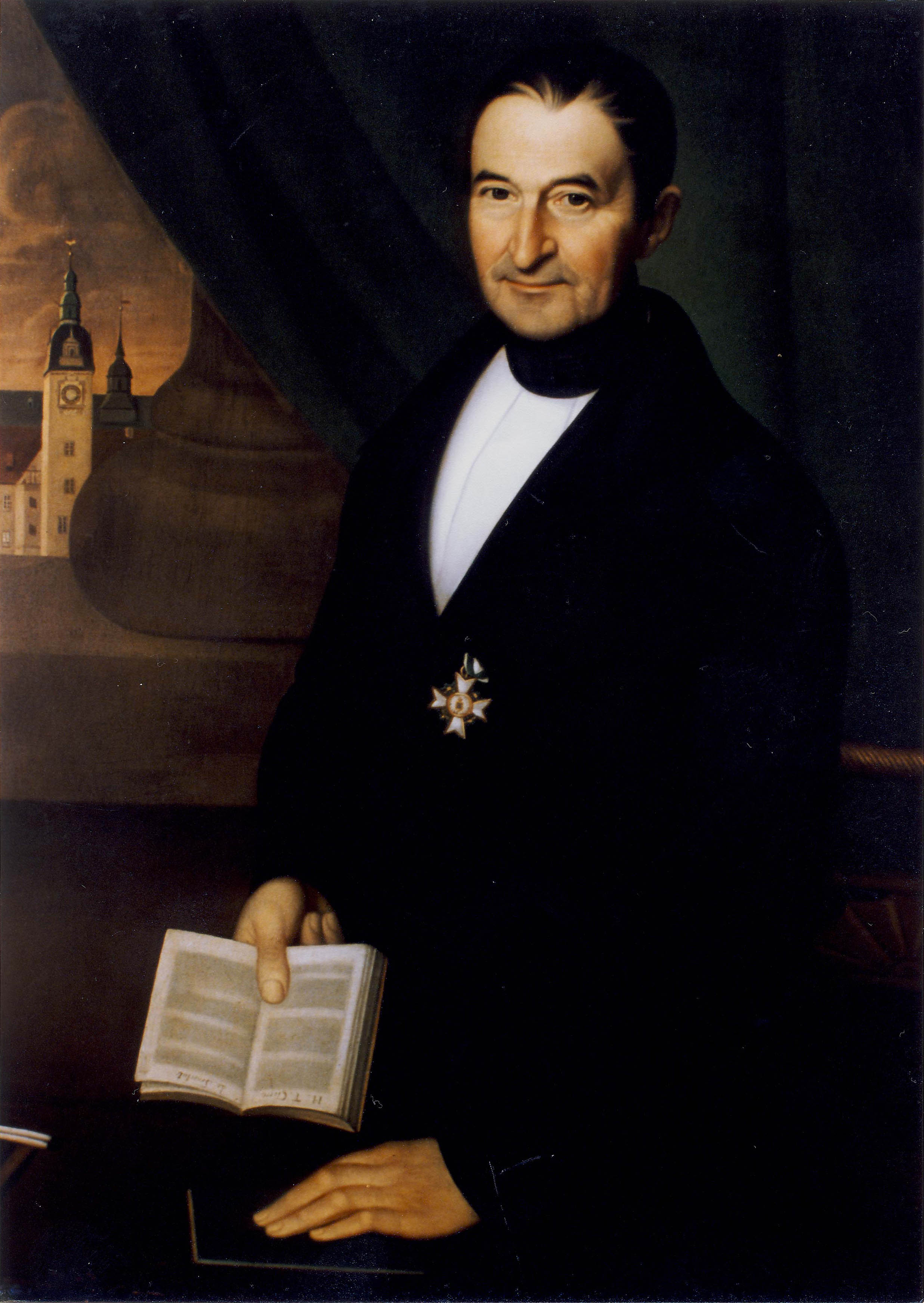
Christian Friedrich Wehner

Christian Friedrich Wehner (* 18. April 1775 in Plauen (Vogtl.); † 15. Juli 1862 in Dresden) war ein deutscher Politiker und Bürgermeister von Chemnitz.

## Leben
Wehner stammte aus der Familie eines Königlich Sächsischen Stadtamtmannes, erlernte den Beruf eines Advokaten und erwarb 1802 das Bürgerrecht in Chemnitz, so dass er Ratsmitglied werden konnte. Wehner arbeitete 44 Jahre lang für die Stadt (14 Jahre von 1832 bis 1846 als Bürgermeister), fungierte von 1802 bis 1832 als Stadtrichter und als Senator (Stadtrat). Er verwaltete u. a. die Stadthauptmannschaft, das Almosenamt sowie das Eich- und Schatzamt. Wehner nahm nach dem Rücktritt der Bürgermeister Sachse und Wirth am 7. April 1831 die interimistische Bürgermeisterstelle an und behielt sich den Wiedereintritt in das Richteramt vor. 1832 (nach Einführung der Städteordnung) wurde er reguläres Stadtoberhaupt und vertrat die Interessen der Stadt als Mitglied der Ersten Kammer der Sächsischen Ständeversammlung.
Unter Wehner wuchs Chemnitz von 18.000 Einwohnern (1832) auf 29.000 Einwohner (1846), der Maschinenbau gewann an Gewicht. Die Angervorstadt erfuhr in nördlicher Richtung eine Erweiterung und  1831 erfolgte die Einweihung der Bürgerschule. 1836 entstand die Königliche Gewerbschule und 1838 wurde das Stadttheater gegründet. 1852 wurde die Eisenbahnstrecke Chemnitz-Riesa eröffnet.
Wehner trat 1846 in den Ruhestand, die Stadt ernannte ihn zum Ehrenbürger. Er lebte bis 1861 in Chemnitz (1862 Dresden) und wurde am 18. Juli 1862 in Chemnitz begraben.